# Панчарево (община Пехчево)
Вижте пояснителната страница за други значения на Панчарево.
Панчарево (на македонска литературна норма: Панчарево) е село в община Пехчево на Северна Македония.

## География
Селото се намира в областта Пиянец, в подножието на планината Влахина, съвсем близо до границата с България.

## История
В няколко местности около Панчарево има следи от средновековни и антични селища. В местността Бобище (Бобиште) от двете страни на пътя от Църник към Стар Истевник има следи от римско селище. Вдясно от пътя Пехчево – Делчево се намира могилата Главица, в която има късноантични погребения. Също от Късната Античност е и селището в местността Градище (Градиште) на 2 км южно от Панчарево, а вдясно от пътя Пехчево – Делчево са останките от средновековната Илина църква.
В началото на XX век Панчарево е малко българско село в Малешевска каза на Османската империя. Според статистиката на Васил Кънчов („Македония. Етнография и статистика“) в 1900 година Панчарево е чисто българско село със 700 души жители българи християни.
Цялото население на Панчарево е под върховенството на Българската екзархия. По данни на секретаря на екзархията Димитър Мишев („La Macédoine et sa Population Chrétienne“) в 1905 година в Панчарево има 560 българи екзархисти и функционира българско училище.При избухването на Балканската война четирима души от Панчарево са доброволци в Македоно-одринското опълчение.На 9 февруари 1915 сръбски окупационен офицер изпраща двама войници в дома на Георги Траянов, за да поискат дъщеря му, и понеже той отказал, го вързали, набили и отвлекли момичето при офицера, който я изнасилил. По-късно същият сръбски окупатор изнасилва и дъщерята на Васе Кюркчийски Юрданка. На 12-и същия месец е в близката местност Раковица, докато пасе овцете си е заловена и изнасилена от сръбски окупационни войници Велика Кацарска. За членство в младежка българска противомакедонистка организация е пребит от югославските служби местния студент Петър Манчовски, който в резултат на това полудява.
Според преброяването от 2002 година селото има 375 жители, всички северномакедонци.

## Личности
Родени в Панчарево
- Ангел Михайлов (около 1882 – ?), македоно-одрински опълченец, чета на Дончо Златков[8]
- Ангел Шопов, български революционер, войвода на ВМОРО
- Димитър Гоцев (р. 1945), български историк, председател на Македонския научен институт, бивш председател на ВМРО-СМД
- Дончо Стоилов (около 1879/1884 – ?), македоно-одрински опълченец, 1-ва отделна партизанска рота, 14-а воденска дружина, Сборна партизанска рота, носител на орден „За храброст“ IV степен[9]
- Илия Николовски (р. 1948), северномакедонски генерал-майор и политик
- Каймак Стойна (около 1805 – около 1850), българска хайдутка
- Костадин Йовановски (1926 – 1945), югославски партизанин
- Мето Йовановски (р. 1946), северномакедонски актьор
- Никола Б. Йовановски (1921 – 1945), югославски партизанин
- Петър (Петре) Касъмов (около 1852/1855 – ?), македоно-одрински опълченец, нестроева и 2-ра роти на 7-а кумановска дружина[10]
- Радисав Х. Димитровски (1926 – 1945), югославски партизанин
- Сотир А. Манчевски (1925 – 1945), югославски партизанин
- Стоимен Терзията, български хайдутин
- Стоица Чорбаджийски, български хайдутин и революционер, деец на ВМОРО[11][12]
- Стоян Г. Митковски (1919 – 1945), югославски партизанин
- Трайчо Манчев – Младен, български революционер, деец на ВМОРО, учител и ръководител на селския комитет към 1898 година[13]
- Христо Илиев (около 1887/1888 – ?), македоно-одрински опълченец, 1-ва рота на 7-а кумановска дружина[14]

Починали в Панчарево
- Данаил Баждаров, български военен деец, младши подофицер, загинал през Междусъюзническа война[15]